# Petr Jendruščák
Petr Jendruščák (27. dubna 1981 v Příbrami) je český fotbalový záložník, který v současnosti hraje za klub SK Tochovice. Příbramský odchovanec si svou ligovou premiéru odbyl už v roce 1998, poté byl půl roku v Mladé Boleslavi. Na sever Čech, konkrétně do FK SIAD Most zamířil v lenu 2005. Na léto 2007 odešel na půlroční hostování do FC Bohemians Praha. V zimě se vrátil, ale v zimě 2008 se s ním již nepočítalo a byla mu dána možnost najít si nové angažmá, které našel v piseckě klubu, hrajícím aktuálně .čfl